# Мещёрский национальный парк

Карта национального парка «Мещёрский»

Мещёрский национальный парк — национальный парк, располагается на территориях Клепиковского и Рязанского районов Рязанской области России. С 13 апреля 2016 года находится под управлением федерального государственного бюджетного учреждения «Национальный парк „Мещёра“». Национальный парк находится в ведении Министерства природных ресурсов и экологии Российской Федерации.
Создан 9 апреля 1992 года. Общая площадь парка — 105 тысяч га.

## Описание
Парк расположен на севере Рязанской области и охватывает Клепиковские озёра, прилегающие к ним низинные болота, долину реки Пра — притока Оки, а также систему мелководных озёр и верховых болот на водоразделе Пры и Солотчи.
Мещёрский национальный парк организован для охраны, изучения и сохранения природных и историко-культурных комплексов Мещёрской низменности. Эта территория, в частности, пойма реки Пры, петляющей по чаще мещёрского леса, включена в список водно-болотных угодий международного значения.
Около трети территории Мещёрского национального парка составляют луга, поля, посёлки, где продолжается традиционная хозяйственная деятельность местного населения, выпас скота, сбор ягод и грибов. До недавних пор здесь велись крупномасштабные лесозаготовки, мелиоративные работы, добыча торфа.
Территория Мещёры является одним из наиболее посещаемых районов отдыха среди центральных областей России. Богатство рекреационных ресурсов — лесные массивы, реки, большое количество озёр — привлекает сюда около пяти тысяч посетителей в год, в основном, туристов, рыбаков, охотников, любителей грибов и ягод.
Деятельность национального парка, в соответствии с планом его долгосрочного развития, ориентирована на решение семи основных задач:
- Создание инфраструктуры парка;
- Охрану дикой природы (сохранение видов и генетического разнообразия);
- Проведение научных исследований и экологического мониторинга;
- Экологическое образование;
- Развитие рекреации и туризма;
- Изучение и сохранение культурного наследия;
- Организацию международного сотрудничества.

## Культурно-исторические достопримечательности

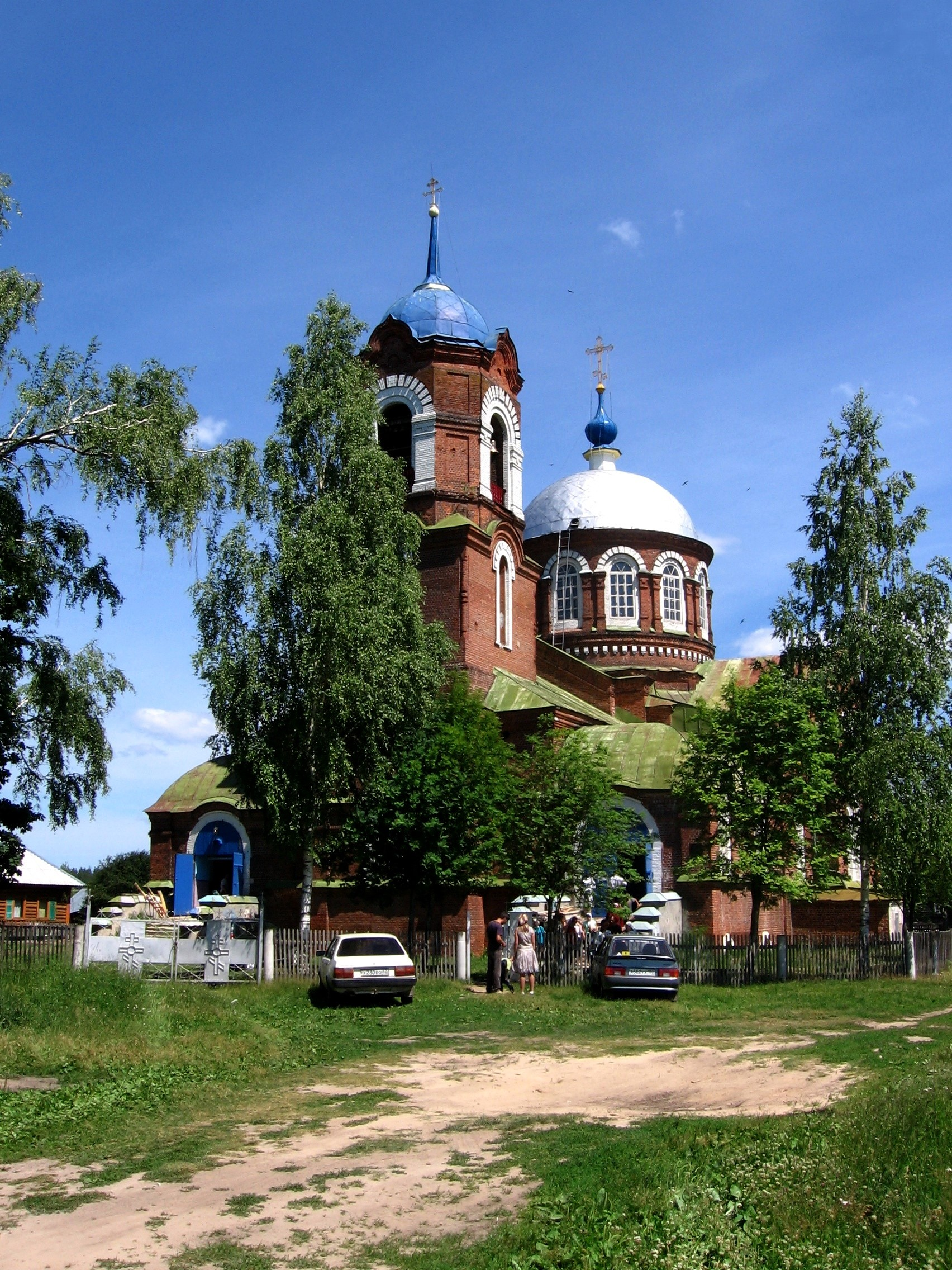
Успенская церковь (1910 г.) в с. Стружаны

На территории парка находятся места, связанные с
- К. Паустовским — село Гришино
- С. Есениным — город Спас-Клепики
- А. Архиповым — деревня Егорово.

В список памятников архитектуры включены:
- Обновленская церковь (с. Ершово, 1865 г.)
- Покровская церковь (с. Селезнево, 1903—1910 гг.)
- Успенская церковь (с. Стружаны, 1910 г.)
- Преображенская церковь (г. Спас-Клепики, 1860 г.).

Кроме того, на территории парка находится свыше 100 памятников археологии, в том числе стоянки древнего человека: Чёрная гора, Владычинская, Шагара, Совка, Тюков городок, Деулинский могильник и др.

## Фауна
На территории парка обитает около 50 видов млекопитающих: лось, кабан, бобр, заяц-беляк, белка, горностай, ласка, американская норка, лесная куница и др. В водоёмах насчитывается около 30 видов рыб, среди них щука, лещ, линь, язь, синец, карась и др. В национальном парке отмечено более 200 видов птиц.